# 계산과학사 연표

## 컴퓨터 발명 이전
- 1615년 – 요하네스 케플러가 심프슨 공식의 구분구적법을 유도하다.
- 1750년 – 토머스 심프슨이 심프슨 공식을 재발견하다.
- 1733년 – 뷔퐁 백작이 바늘 문제를 제시하다.[1][2]
- 1768년 – 레온하르트 오일러가 오일러 방법을 고안하다.[3][4][5]
- 1816년 – 라플라스 후작이 그람-슈미트 과정을 처음으로 공식화하다.[6] 이후 수십년 뒤 1880년대-1900년대에 개선되다.[7][8][9][10]

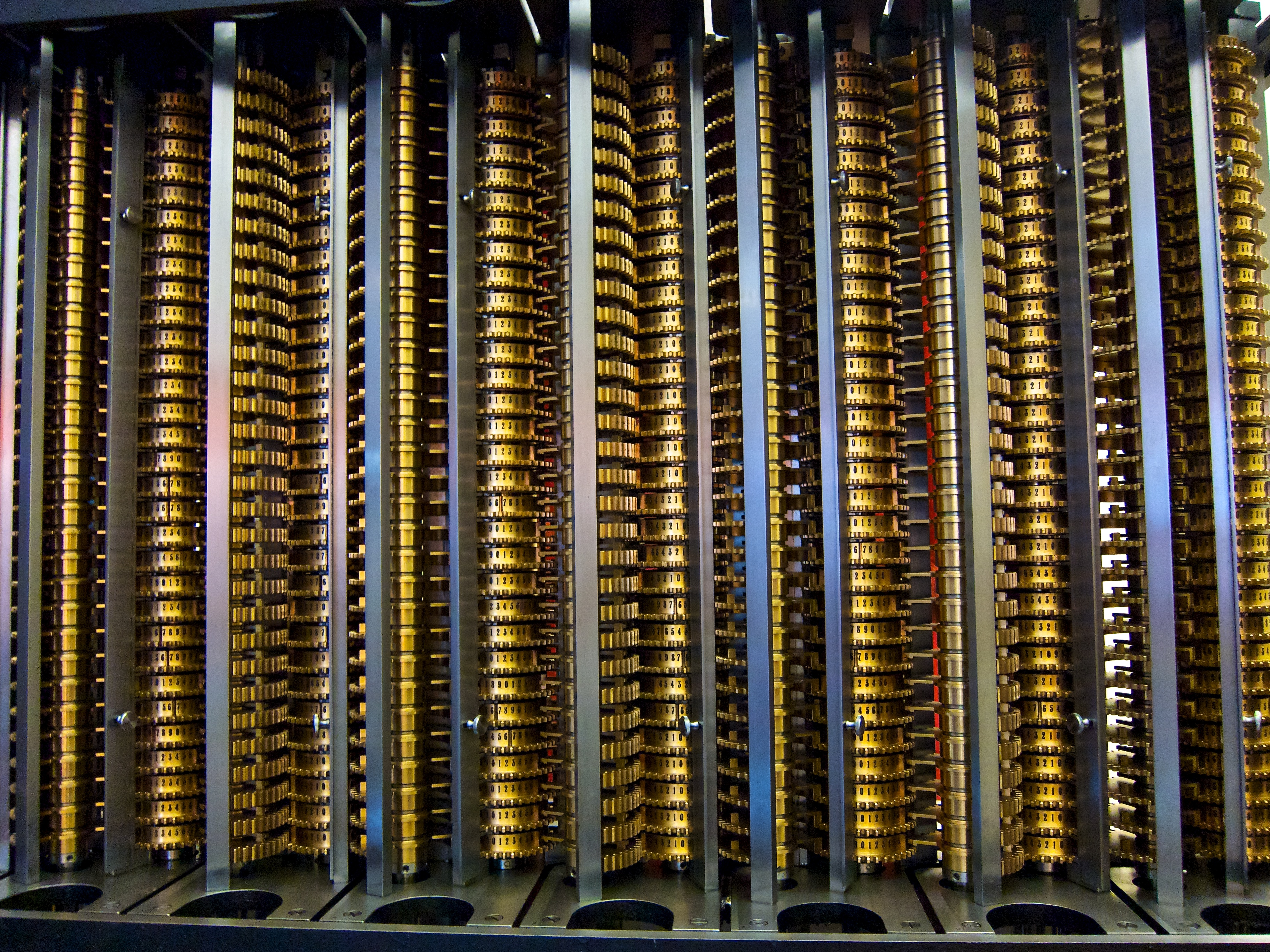
차분기관.

- 1822년 – 찰스 배비지가 유한차분법을 이용해 다항함수를 자동적으로 계산하는 기계(차분기관)의 개발을 시작하다.
- 1842년 – 에이다 러브레이스가 해석기관을 이용해 베르누이 수를 뱉어내는 알고리듬을 작성하다. 세계 최초의 컴퓨터 프로그램.[11][12] 그러나 해석기관이 완성되지 못했기에 러브레이스의 코드도 실제로 사용된 적은 없다.[13]
- 1883년 – 애덤스-배시포스 방법이 발표되다.[14]
- 야코비 방법이 개발되다.[15][16][17]
- 가우스-자이델 방법이 발표되다.
- 1886년 조화해석기가 제작되다.
- 1900년 – 미분방정식의 근사 적분을 위한 룽게-쿠타 방법이 개발되다.[18][19]
- 1910년 – 숄레스키 행렬분해공식이 개발되다.[20][21]
- 1911년 - 리처드슨 외삽법이 개발되다.
- 1922년 – 루이스 브라이 스티븐슨이 수치일기예보를 도입하다. 그 방법 자체는 1895년 빌헬름 볘르크네스가 개발했다.[22][23]
- 1926년 – 그레테 헤르만이 컴퓨터 대수학의 토대가 되는 논문을 발표하다.[24]
- 1926년 – 애덤스-물턴 방법이 개발되다.
- 1927년 – 더글러스 하트리가 최초의 제1원리 계산법인 하트리-폭 방법을 개발하다. 그러나 하트리-포크 방정식을 손으로 계산하는 일은 중노동이었고, 작은 분자에 대해서는 1950년 이후 컴퓨터 자원이 갖춰지기 전까지 아예 계산할 수 없었다.

## 1930년대

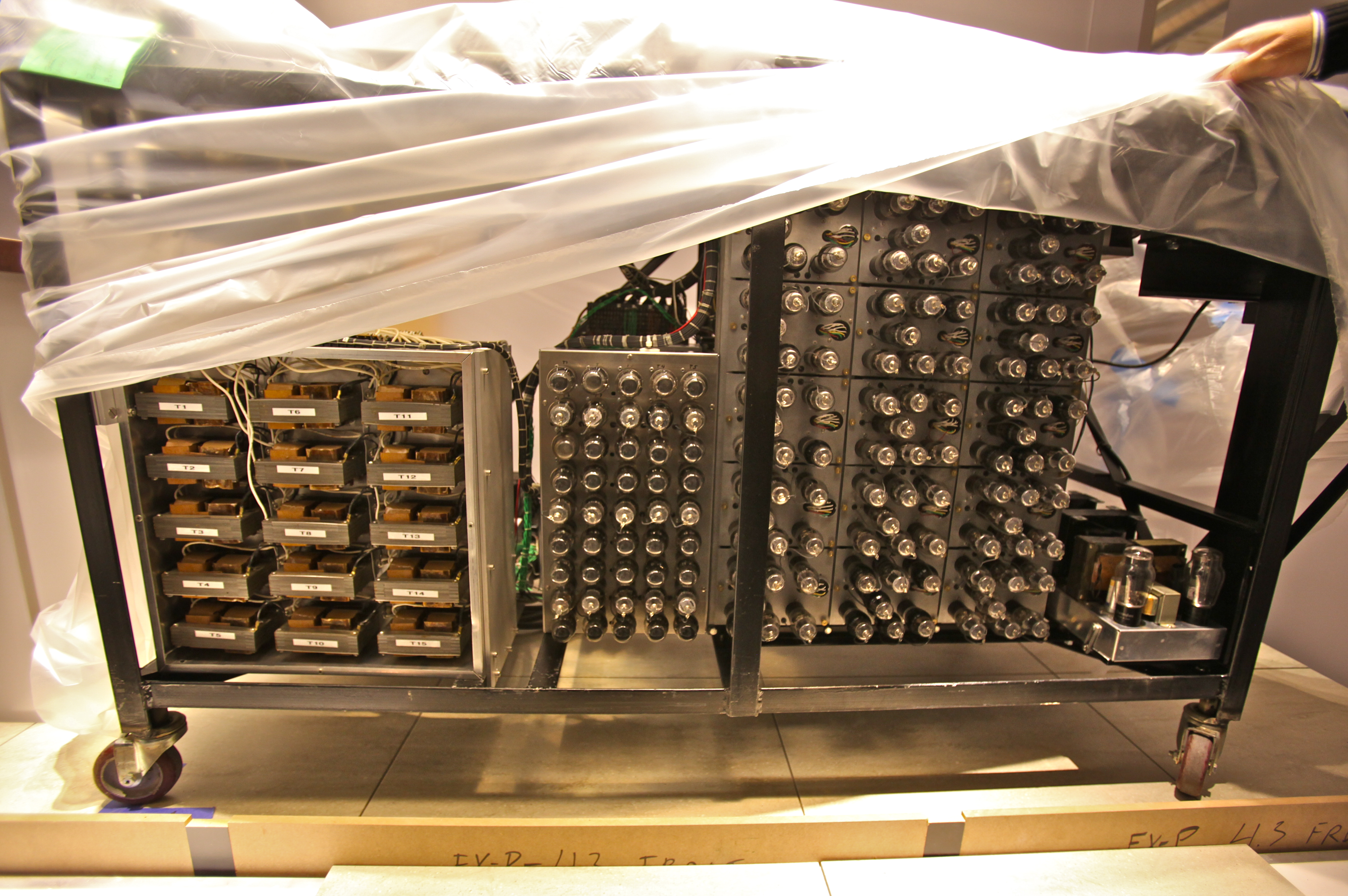
ABC.

- 엔리코 페르미의 로마 물리학자 그룹(라가치 디 비아 파니스페르나)이 뷔퐁 백작의 작업에 바탕한 통계알고리듬 개발을 시작하다. 몬테카를로 방법의 토대가 된 연구(FERMIAC).
- 1937년 - 클로드 섀넌이 불 대수를 전자회로로 구현하는 법을 제시한 논문 「중계회로 및 개폐회로의 기호해석」을 발표하다.
- 1939년 - 조지 로버트 스티비츠가 복소수 계산기를 발명하다.
- 1942년 - 존 빈센트 아타나소프와 클리포드 베리가 최초의 전자 디지털 계산장치(프로그래밍은 불가능)인 아타나소프-베리 컴퓨터(ABC)를 완성하다(개발은 1937년부터 시작).

## 1940년대

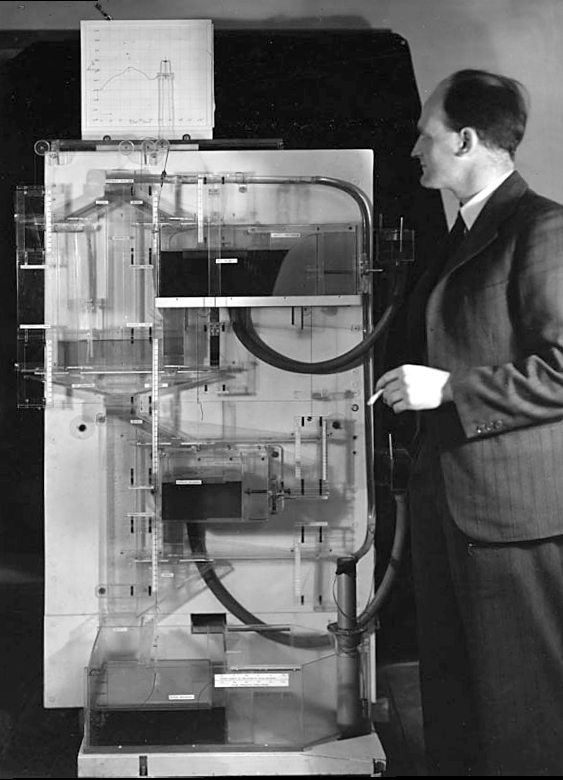
모니악.

- 1947년 – 존 폰 노이만, 스타니스와프 울람, 니콜라스 메트로폴리스가 몬테카를로 시뮬레이션을 발명하다.[25][26][27]
- 1947년 - 조지 댄치그가 단체법을 도입하다.[28]
- 울람과 노이만이 세포자동자 개념을 도입하다.[29]
- 1948년 - 앨런 튜링이 LU 분해법을 공식화하다.[30]
- 1949년 - 앨번 윌리엄 하우스고 필립스가 통화국민소득 아날로그 계산기(MONIAC)를 발명하다.[31][32]
- 로스앨러모스에서 최초의 하이드로 시뮬레이션이 실행되다.[33][34]

## 1950년대

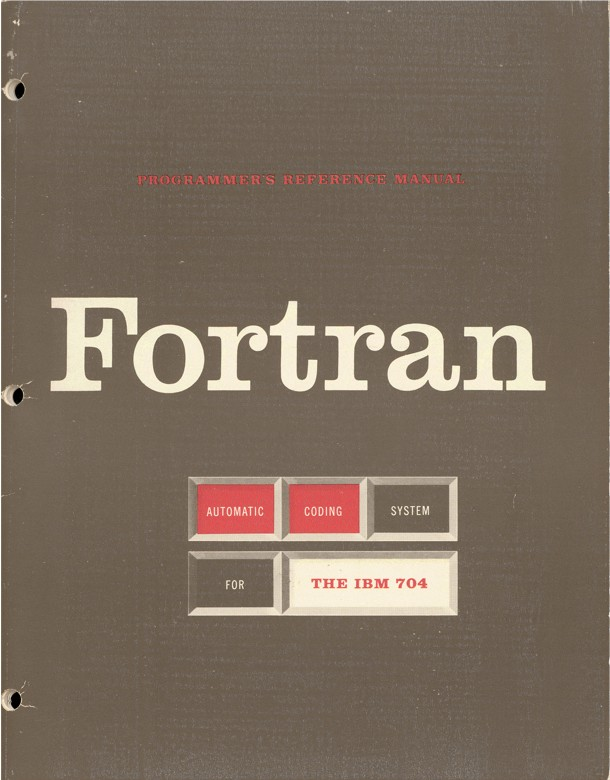
최초의 포트란 매뉴얼.

- 1950년 - 최초의 성공적인 컴퓨터 일기예보.[35][36]
- 미국 국립표준기술연구소 산하 수치해석연구원의 마그누스 헤스텐스, 에드바르트 스티펠, 란초시 코르넬이 반복법 개발을 시작하다.[37][38][39][40]
- 1953년 - 「고속계산기계를 사용한 상태방정식 계산」에서 메트로폴리스-헤이스팅스 알고리즘이 도입되다.[41]
- 1953년 – 엔리코 페르미, 존 파스타, 스타니스와프 울람, 메리 칭고우가 진동하는 줄의 컴퓨터 시뮬레이션을 통해 페르미-파스타-울람-칭고우 문제를 발견하다.[42]
- 1954년 - IBM 연구센터의 존 바커스 연구진이 포트란을 개발하다. 과학계산에 최적화된 언어인 포트란이 개발된 덕분에 과학연구에서 프로그래밍 이용이 가속화되다.[43][44][45] 포트란은 현존하는 가장 오래된 프로그래밍 언어 중 하나이며, 과학과 공학 분야에서 지금도 가장 널리 사용되고 있는 언어이다.
- 1957년 - 베르니 알더와 토머스 에버렛 웨인라이트가 분자동역학을 고안하다.[46][47]
- 1958년 - 앨스턴 스콧 하우스홀더가 하우스홀더 행렬과 하우스홀더 방법을 발명하다.[48]

## 같이 보기
- 계산과학
- 수학사
- 수학사 연표
- 컴퓨터의 역사